# Organ naczelny
Organ naczelny – organ, który określa się jako zwierzchni wobec pozostałych organów i innych podmiotów organizacyjnych państwa,  właściwy dla całego jego terytorium. 
Naczelnymi organami władzy państwowej są co do zasady wszystkie konstytucyjne organy ogólnokrajowe władzy państwowej, zarówno ustawodawczej (Sejm i Senat, reprezentowane przez swoich marszałków), wykonawczej (Prezydent Rzeczypospolitej Polskiej oraz Rada Ministrów, zarówno jako całość, reprezentowana przez jej Prezesa, jak też jej Prezes i poszczególni członkowie z osobna), jak i sądowniczej (Sąd Najwyższy, Naczelny Sąd Administracyjny, Trybunał Konstytucyjny i Trybunał Stanu, reprezentowane przez swoich prezesów). Ponadto należą do nich konstytucyjne organy kontroli państwowej i ochrony prawa (Najwyższa Izba Kontroli, określana w Konstytucji jako naczelny organ kontroli państwowej, reprezentowana przez swojego Prezesa, Krajowa Rada Radiofonii i Telewizji, reprezentowana przez swojego przewodniczącego, a także Rzecznik Praw Obywatelskich, Rzecznik Praw Dziecka)) oraz pozostałe organy konstytucyjne: Krajowa Rada Sądownictwa, reprezentowana przez swojego przewodniczącego, oraz Narodowy Bank Polski, reprezentowany przez swojego Prezesa. 
Ponadto zaliczają się do nich również te spośród pozakonstytucyjnych organów ogólnokrajowych, które powoływane są przez Prezydenta bezpośrednio albo po uprzednim wyborze przez Sejm i podlegają wyłącznie ustawom, ale których niezależność zapisano zaledwie w zwykłej ustawie sejmowej, a nie w Konstytucji RP (Instytut Pamięci Narodowej oraz Urząd Ochrony Danych Osobowych, reprezentowane przez swoich prezesów, a także Państwowa Komisja Wyborcza, reprezentowana przez swojego przewodniczącego), a niekiedy także organy krajowe tych spośród samorządów zawodów zaufania publicznego, którym zapewniono analogiczną ustawową gwarancję niezależności. 
Nieco węższym pojęciem są naczelne organy administracji publicznej, zdefiniowane w Kodeksie postępowania administracyjnego. Naczelne organy administracji publicznej określają się jako zwierzchnie wobec pozostałych organów i innych podmiotów organizacyjnych państwa w strukturze administracji publicznej:
- w stosunku do organów administracji rządowej, organów jednostek samorządu terytorialnego, z wyjątkiem samorządowych kolegium odwoławczych, oraz organów państwowych lub samorządowych jednostek organizacyjnych – Prezes Rady Ministrów lub właściwi ministrowie;
- w stosunku do innych organów państwowych – odpowiednie organy o ogólnopolskim zasięgu działania;
- w stosunku do organizacji społecznych – ich organy naczelne, a w razie braku tychże – Prezes Rady Ministrów lub właściwi ministrowie sprawujący nadzór zwierzchni nad ich działalnością[5].

## Ujęcie historyczne
Pojęcie organu naczelnego wprowadzał wprost rozdział 5 Konstytucji z 1952 r., który nosił tytuł „Naczelne organy administracji państwowej". Przepisy obecnie obowiązującej konstytucji nie wyróżniają naczelnych organów administracji rządowej. Rozdział 6 Konstytucji z 1997 r. mówi jedynie o Radzie Ministrów i administracji rządowej.
Pojęcie urzędu naczelnego wprowadzały natomiast niektóre ustawy.